# Amata monosignata
Amata monosignata är en fjärilsart som beskrevs av Tocci 1923. Amata monosignata ingår i släktet Amata och familjen björnspinnare. Inga underarter finns listade i Catalogue of Life.